# 警視庁機動捜査隊216
『警視庁機動捜査隊216』（けいしちょうきどうそうさたい216）は、2010年から2019年までTBS系列で放送された刑事ドラマシリーズ。全10回。主演は沢口靖子。
放送枠は「月曜ゴールデン」（第1作 - 第5作）、「月曜名作劇場」（第6作 - 第9作）。第10作は『月曜名作劇場』終了に伴い、特定の固定単発放送枠での放送ではなく、「ドラマ特別企画」として放送された。

## 概要
警視庁機動捜査隊（通称：キソウ）の捜査員が、発生する事件の初動捜査に当たりつつ、事件の真相に迫っていくという内容。
刑事ドラマなどでは一般的に、刑事課や捜査第一課など専従或いは継続的に捜査を行う部署が舞台となることが多いが、本作品は機動的に対応し初動捜査を行う機動捜査隊が舞台となっているのが特徴。主人公らの活動は初動捜査や、警ら中に発生する事案を中心に描かれている。用語、服装、装備、通信などは、刑事ドラマの中では比較的リアルさを重視したものとなっている。
タイトルにある「216」は、沢口演じる沢村警部補の第二機動捜査隊（二機捜・ニキソウ）目黒分駐所の第一班（2人一組）に割り当てられた無線の符号。実際の警視庁機捜隊では覆面パトカーごとに符号が割り当てられ、形式は第一機動捜査隊は「機捜1**」、第二機動捜査隊は「機捜2**」、第三機動捜査隊は「機捜3**」…となる。

## 登場人物
登場人物年齢は初回時設定。

### 警視庁刑事部 第二機動捜査隊 目黒分駐所
【***】は無線符号（機捜***）および乗務パトカー（***号車）。例機捜216〜警視庁

#### 第一班（沢村班）
沢村舞子〈38〉【216】
演 - 沢口靖子
班長・主任。階級は警部補。3名の部下を束ねる。けん銃番号は25番。独身。捜査一課での勤務経験あり。
捜査一課時代に、大田区蒲田で刃物を持って徒歩で逃走した男・光田を追尾中、近くにいた島村由香子が当時4か月の娘・七海をかばおうとして光田に刺し殺される、という事案に関わった。沢村はけん銃を構えて警告し光田を射殺するも、発砲すべき状況での躊躇が光田の刺殺を許す要因となったことがマスコミによる非難の対象となり、メディアスクラムに遭った。当時は食事も喉を通らないほど落ち込んだものの、現在では通常の勤務をこなしている。しかし事件を忘れることはできず、罪悪感に今でも苛まれている。島村由香子の遺族である七海には、誕生日プレゼントを贈っている。最近マンションを購入した。
金子洋平〈49〉【216】
演 - 赤井英和
班員。階級は巡査部長。沢村の部下で相勤者。愛称は苗字の金子をもじった「ねこさん」。
「深夜に活躍する機捜の金子（通称「真夜中のネコ」）」という伝説が警視庁にまで広まる猛者だが、本人は昔の話だと謙遜している。既婚者で年頃の娘がいる。その娘が職場の同期とできちゃった結婚をしたため、「順序が逆だ」と気をもんでいた。孫の誕生後は非番時には孫の面倒をよく見ている。人柄は謹厳実直。上司に忠実で、部下をよく指導している。沢村が他者と対立したときは、間に入ってなだめるなど気も使う。佐藤に対しては「機捜は事件の入り口、一課は出口」という捜査における役割分担を説明した上で、機捜にしか出来ない仕事があると、沢村の受け売りの話で諭す。第一班では年長の部類に入り、「フレグランス」の言葉の意味を知らなかった。大阪出身という設定であり、大阪弁で話すことが多い。第6作では出勤途中に遭遇した事件の被疑者を追跡中に襲撃され入院することとなる。覆面車の運転技術はかなり高い。第9作では非番だったが、後述の富田の件で中盤から登場。
富田康介〈34〉【217】
演 - 松尾諭
班員。階級は巡査長 → 巡査部長（第6作）。沢村の部下で佐藤の相勤者。けん銃番号は27番。
独身で、両親と同居している。父親が認知症を患っていた。性格は明るく、時折不謹慎な冗談も言う。職務には非常に熱心で、家出少女の保護などにも積極的。性格に砕けたところのある、善良な警察官といった人物だが激高しやすく、沢村班に嫌味を言う捜査一課の人間の胸ぐらを掴むこともしばしば。母親が独り身を心配しており、結婚相手を見つけようと思っている。料理が得意で、年次が下の佐藤よりも積極的に仲間の食事を作っている。冷やし中華を作った際は、矢島所長の器にわかめを大量に入れるなどいたずら好きも面もある。第5作ではコンビニ強盗犯を確保する際に足を骨折し（本人曰く名誉の負傷）、松岡と勤務を交代するが食事を用意したり無線で沢村達に被害者の現在地を報告するなど陰ながら事件解決に貢献した。第6作では、金子の入院に際し、沢村とコンビを組む。普段は助手席で、無線を担当していることが多いが、沢村との時は運転を担当。暴走バイクを追跡する際に高度な運転技量を見せる。第9作で入院中の父親が危篤となりほかのメンバーや矢島所長の薦めもあり中盤で勤務を離れ父親の最期を看取った。
第10作では、ついに親しい女性（松岡の妻の後輩）ができ、非番だったためデートに行くことに。しかしスマホばかり見ている彼に彼女が不機嫌になってしまう。富田は彼女に事件発生のための「待機指示」が出ているためすぐに連絡を取れる状態にないといけないと説明し彼女の理解を得る。その後、拳銃を持った不審人物を目撃し連絡。事態が動くきっかけを作る。
佐藤守〈26〉【217】
演 - 斉藤祥太
班員。階級は巡査 → 巡査長（第6作）。富田の相勤者で、班の最年少。
真面目でやや融通が利かない面があり、物事を杓子定規に考えるところがある。一方で今時の若者らしく、勤務中でも髪型を気にするような面も見られる。着任して日が浅く、西山警部の顔を知らなかった。また機動捜査隊が真っ先に臨場し危険な目に遭う一方で、本庁捜査第一課が被疑者や事件の捜査権を持っていくことに不満を抱いている。機捜217の運転担当。

#### 第二班
大久保誠
演 - 野地将年（第1作）
機捜隊員。
染谷勇太
演 - 大塩ゴウ（第1作）
機捜隊員。
松岡良介
演 - 池内万作（第5作 - ）
第5作より登場。階級は巡査部長。富田の同期。沢村班とは別の班だが第5作で負傷した富田や第6作で入院した金子の交代要員として登場する。
相勤者は佐藤。交代要員として沢村班にいるときは、必ず「当たり」の日である。富田とは松岡の結婚の際にちょっとした経緯があり（第5作の冒頭）いささか不穏な間柄である。妻は看護師。

#### 所長
堀田睦夫〈54〉
演 - 石倉三郎（第2作）
階級は警部。
島崎昇〈54〉
演 - 梅沢富美男（第3作）
階級は警部。
矢島進
演 - モト冬樹（第4作 - ）
所長。階級は警部。警察署の署長と混同するため”ところちょう”と呼ばれている。沢村には「捜査本部に顔は出しても口は出すな。」といつも言っている。頭髪の悩みがある。老夫婦から金を奪ったひったくり犯の逮捕のため父親の最期には行けないと言った富田に「警察官はたくさんいるが、息子はお前ひとりだ」と叱責して行かせるなど部下思いである。

### 警視庁刑事部捜査一課
坂出一馬
演 - 榎木孝明（第7作・第10作）
管理官。階級は警視。
金子曰く"捜査一課のエース"で、佐藤の発言からは"次期捜査一課長"と言われるほどの優秀な管理官。捜査員からの信頼も厚い。捜査一課にいた沢村の元上司で数少ない理解者でもあり、過去に苦しむ彼女の事を気にかけている。
第7作で沢村と再会し、捜査一課への復帰を打診するが、断られる。
第10作では、警察官からの拳銃強奪事件と、その拳銃による発砲事件の捜査指揮を担当。本部からの指示に背き別件の犯人を逮捕した沢村を「自分の指示が徹底できなかった」と庇い、また強奪犯の情報を教え逮捕に向かわせるなど、沢村や沢村班を信頼している。

### その他
島村由香子
演 - 澤山薫（第1作・第3作・第4作）
第1作の4年前の2006年8月10日、光田から娘・七海をかばい刃物で刺され死亡。
光田隆司
演 - 古藤真彦（第1作・第3作・第4作）
飲食店店員。第1作の4年前の2006年8月10日、刃物で島村由香子を刺殺する。その後、沢村に射殺される。
島村七海
演 - 大谷綾乃（生後4ヶ月：第1作・第3作・第4作）、山口朋華（少女期：第6作）
由香子の娘。由香子の死後、千葉県東金市に住んでいる叔父夫婦の養子になる。第6作では沢村を訪ね、近々妹が誕生することを伝え彼女と土居にお守りを渡す。
土居健作〈43〉
演 - 西村まさ彦
東亜新聞 東京本社社会部の記者。沢村の制圧が遅れた件に関し、彼女を厳しく非難する記事を書いた。このことから沢村は勿論のこと、事情を知る富田の心象もかなり悪い。渋谷で発生したラブホテル女性殺害事件に関する取材から、再び沢村と接するようになる。悪びれた態度を取ることもあるが根は悪い人物ではなく、現在の沢村に対しても悪意を抱いているわけではない。また島村由香子の娘・七海に対しては、自身も誕生日プレゼントを贈っている。仕事には熱心で、一度目を付けた獲物は逃さないタイプ。過去の因縁がある沢村に対しては対等な立場で話すが、金子に対しては遠慮があるのか敬語を使う。なぜか沢村の携帯電話の番号を知っている。沢村同様、七海からのお守りを受け取っている。2週間前の辞令で主任に昇進（第10作）。

### ゲスト
第1作「長い夜」（2010年）
- 竹内貴美子 - 濱田万葉

クローバー證券ディーリング部所属。部長の鈴木の下で、内戦や大災害時など世界情勢により株価が上昇する銘柄を見定め、資金運用する仕事に従事していた。クローバー證券のインサイダー取引の情報を握っているとの噂がある。自分の給料より遥かに安いお金で売春をしていた。
- 鈴木和弘 - 升毅

クローバー證券ディーリング部 部長。貴美子の上司。冷徹に世界情勢を読み、最大の利益を上げようとしている。その冷徹さは徹底されていて、貴美子が殺されたと知ってもあまり意に介さない程。インサイダー取引に深く関わっていると思われる人物で、土居に目を付けられている。千鶴子という妻と子供がいるが、千鶴子は離婚届を置き子供をつれて出て行ってしまった。
- 遠藤真一 - 大高洋夫

山梨県南富士市教育委員会に勤務している。東京には年一回出張することがある。なぜか大金を持って現場付近をうろついていた。
- 朝井リエ - 有末麻祐子

渋谷で援助交際をしている少女。長野県の実家を家出して、東京で声優を目指している。母親が長野県警察上田中央警察署に捜索願を出している。
- 香織（コンビニ店員） - 松山クミコ
- 畑山（クローバー證券 社員） - 真勝國之
- 今里（制服警官） - 杉林功
- ひったくり犯 - 保科光志、安達大介
- 俊樹（登紀子の夫） - 森石晃司
- 登紀子（夫婦喧嘩で近隣住民に通報される） - 成田梨紗
- 山梨県南富士市教育委員会の職員 - 佐藤真澄
- 水原（ラブホテル「シーラブ」フロント係） - 上谷健一
- 西山敬司 - 冨家規政

警視庁捜査一課 警部。ラブホテル女性殺害事件の捜査指揮を執る。
- 門野亮 - 青山勝

警視庁捜査一課 刑事。階級は巡査部長。西山の部下。
- 渡辺信代 - 根岸季衣

ラブホテル「シーラブ」のパート従業員。貴美子の死体の第一発見者。独身の一人暮らしで、ボロアパートに住んでいる。
- 竹内友彦 - 橋爪淳

貴美子の夫。デザイン事務所を経営している。警察から貴美子が殺害されたと聞き捜査本部の置かれている渋谷中央警察署を訪れるも、以後は茫然自失としている。

第2作「危険な女たち」（2011年）
- 篠原弓絵〈35〉（警視庁世田谷中央警察署強行犯係 巡査部長） - 井上和香
- 山園夏彦〈27〉（大学院生） - 窪塚俊介
- 吉岡真里菜〈26〉（キャバクラ嬢） - 磯山さやか
- 伊藤真治〈27〉（無職・前科者） - 森廉
- 三室基樹〈50〉（三室法律事務所 弁護士） - 松澤一之
- 今田昭一郎（タクシー強盗犯） - 西興一朗
- 三上晃広〈27〉（警視庁世田谷中央警察署強行犯係 巡査長） - 溝呂木賢
- 瀬尾奈津子（三室法律事務所 事務員） - 小川奈那
- 吉岡翔平（真里菜の息子） - 山田瑛瑠
- 井伏克己（元警視庁生活安全部薬物対策課 刑事・故人） - 樋口浩二
- 鈴木仁美（永田の元妻・「ほっかほかの弁当」店員） - 笹峯愛
- タクシードライバー - 越村公一、山上賢治、加瀬尊朗
- 片岡（警視庁捜査一課特殊犯係） - 吉川拳生
- 永田淳（永田と仁美の息子・故人） - 小泉諒河
- 清水（マンション管理人） - 山崎亨太
- 森山（警視庁世田谷中央警察署強行犯係 刑事） - 本間修一郎
- 前田（警視庁世田谷中央警察署強行犯係 刑事） - 水月駿一郎
- 真壁洋一〈52〉（警視庁捜査一課 管理官・警視） - 羽場裕一
- 永田智也〈40〉（個人タクシードライバー） - 尾美としのり

第3作「命の値段」（2012年）
- 吉崎道子〈55〉（弁当屋「あっぷる」パート） - 岡本麗
- 城島篤志〈42〉（剛三の娘婿・城島重機 専務） - 萬雅之
- 根本公彦〈31〉（城島重機 社長秘書） - 本宮泰風
- 長谷川徹〈38〉（元派遣工） - 志村東吾
- 笹原晃一〈22〉（無職の青年） - 小柳心
- 吉村留美〈20〉（笹原の恋人） - 紗綾
- 田丸光男（旋盤工・吉崎金属 元従業員） - おかやまはじめ
- 木村貢〈50〉（城島重機資材課 元従業員） - 市川勇
- 大川（「あっぷる」店長） - 加藤満
- 森川謙嗣（警視庁捜査一課 警部） - 井上高志
- 城島春奈（剛三の娘で篤志の妻） - 西丸優子
- 城島将太（篤志と春奈の息子・剛三の孫） - 黒澤宏貴
- 長谷川智子（長谷川の元妻） - かとうあつき
- 広田康代（ゲートボール姿の女性） - ふくまつみ
- 質屋「DAIKOKUYA」店員 - 野口雅弘
- 西谷（警視庁捜査一課特殊班 刑事） - 田村幸士
- 警視庁捜査一課特殊班 刑事 - 川奈龍平
- 吉崎真彦（道子の息子・吉崎金属 2代目社長・故人） - 恩田括
- 武田（警視庁世田谷西警察署 刑事） - 小嶋尚樹
- 杉田（警視庁渋谷中央警察署 刑事） - 高崎隆二
- 岡（地域課） - 高橋K太
- 伊藤（地域課） - 水月駿一郎
- 長谷川真里菜（長谷川と智子の娘） - 小森茅愛
- ヤクザ - 太田雅洋、黄成樹
- 神保直人〈45〉（警視庁捜査一課特殊班 係長・警部） - 小木茂光
- 城島剛三〈65〉（城島重機 社長） - 寺田農

第4作「孤独の叫び」（2014年）
- 伊原愛美（城西銀行渋谷西支店 派遣社員） - 三倉茉奈（幼少期：小山心優）
- 鯉沼洋一（人材派遣会社「ハートフル」社長） - 渡辺大
- 望月光男（富美子の夫） - 小林健
- 熊谷修（警視庁捜査一課 管理官・警視） - 春田純一
- 桑野将太（振り込め詐欺グループ幹部） - 兼松若人
- 荒井良樹（振り込め詐欺グループ出し子） - 植田靖比呂
- 早瀬秀雄（城西銀行渋谷西支店 支店長） - 国枝量平
- 川崎（警視庁捜査一課 警部） - 佐久間哲
- 本田（警視庁捜査一課 刑事） - 草野康太
- 望月富美子（城西銀行人質事件の被害者の妊婦） - 高樹マリア
- 三沢（東洋テレビのスタッフ） - 由地慶伍
- 元木（東洋テレビのカメラマン） - 古山憲太郎
- 秋山（刑事） - 中田敦夫
- 柴田正志（城西銀行渋谷西支店 行員） - 佐藤正和
- 船木（アパートの住人） - 稲輪吉泰
- コンビニ店員 - 寺門文人
- 百田 - 椿直
- 鈴木（渋谷中央警察署強行犯係 刑事） - 岡雅史
- タクシードライバー - 高浦修
- 菊池綾子（東洋テレビの報道ディレクター） - 小沢真珠
- 大林源太郎（城西銀行渋谷西支店 警備員） - 斉藤暁

第5作「まだ見ぬ夜明け」（2015年）
- 古沢佳代（宅配便「はやて運輸 渋谷営業所」委託ドライバー） - 芳本美代子
- 田辺紗絵（キャバクラ「Carol」キャバ嬢） - 岡本玲
- 加藤智彦（渋谷区福祉センター 職員・ケースワーカー） - 河相我聞
- 宮本千恵（元商工ローン経営者の妻） - 大方斐紗子
- 竹山和子（宮本家の家政婦） - 角替和枝
- 竹山文雄（和子の夫） - 伏見哲夫
- 河原剛一（渋谷中央警察署 刑事） - 桜井聖
- 若村晋也（渋谷中央警察署 刑事） - 石井一彰
- 坂井千夏（加藤の同僚・渋谷区福祉センター 職員） - 西村優奈
- 田辺俊一（紗絵の夫） - 並木幹雄
- 加賀屋正弘（佳代の上司・宅配便「はやて運輸 渋谷営業所」社員） - 内藤トモヤ
- 福島和美（キッズルーム「きらぼし」保育士） - 原扶貴子
- 真柴邦彦（キャバクラ「Carol」店長） - けーすけ
- 本間晃子（薬局店主） - 四天王寺紅
- 丸内恒夫（警視庁捜査一課 管理官・警視） - 三浦浩一
- 古沢（佳代の息子・中学生・新聞配達アルバイト） - 希乃瑠星
- 古沢順子（佳代の娘） - 辻村羽来
- 田辺勇（紗絵の息子） - 石塚獅桜
- 幸野（多摩川西警察署 鑑識） - 幸野賀一
- 中畑（刑事） - 尾﨑祐司
- 森尾（刑事） - 佐藤洸
- 刑事 - 五十嵐正貴
- 溝口治郎（無職・元鳶職） - 佐藤B作

第6作「絶てない鎖」（2016年）
- 村上さか恵（レストラン「ムラカミ」女将） - 丘みつ子
- 萩原亮平（藪平オフィス 従業員） - 渡部豪太
- 藪平祐司（藪平オフィス 社長・地上げ屋） - 湯江健幸
- 佐野隆史（佐野土地開発 社長） - 天宮良
- 佐野敦史（佐野の次男・堂本の仲間） - 大和田健介
- 堂本研哉（当たり屋の常習犯） - 山田悠介
- 西谷（警視庁管理官） - 小須田康人
- 加藤（警視庁係長） - 大西武志
- 高梨（警視庁主任） - 竜川剛
- 伊藤晴菜（レストラン「ムラカミ」店員） - 西田麻衣
- 篠原（警視庁刑事） - 赤木悠真
- 村上広美（さか恵の娘・傷害罪で服役中） - 樹乃ノン
- 幸田（タクシードライバー・レストラン「ムラカミ」の客） - ぶっちゃあ
- 柏本美彩（広美の娘・さか恵の孫） - 石井友奈
- 梅川（レストラン「ムラカミ」シェフ） - 小林三十朗
- 長谷川（警視庁捜査二課企業犯係） - 川井つと
- 橋本（警視庁捜査二課企業犯係） - 塚田龍二
- 坂本（警官） - 田中雄策
- 島崎貴子（荏原信用金庫目黒支店 次長） - 波島花予
- 若村（荏原信用金庫目黒支店 職員） - 大内彩加
- 野上（タクシードライバー） - 雨宮正信
- 勝谷国明（堂本の仲間） - 池田和樹
- タクシー会社「ワールド」運行部長 - 高浦修
- 刑事 - 港谷順、江川ちわ
- 警視庁目黒中央警察署 警察官 - 北林悌
- 刑事 - 日高秀
- 堂本の人質になる通行人 - 羽賀奈美
- 森川奈緒（荏原信用金庫目黒支店 職員） - 野々すみ花
- 里田浩輔（タクシードライバー・広美の中学の同級生で婚約者） - 長谷川朝晴

第7作「悪意の果て」（2017年）
- 和田真奈美（モデル・瑠璃子の客） - 矢田亜希子
- 小島敦子（勉の妻・ベーカリーショップの店員） - 黒川芽以
- 今井幸雄（瑠璃子の夫・半年前から別居） - 林泰文
- 小島勉（3日前に土浦市で強盗傷害事件を起こし逃亡・産廃処理会社「篠田興業」従業員） - 山口翔悟
- 今井瑠璃子（ネイルサロン「瑠璃」経営者・カリスマブロガー「るっこ」） - 冨樫真
- 永田誠（ベーカリーショップの店長） - 住田隆
- 戸部順二（酔っぱらって鉄パイプを振り回している男・清掃業） - ホリベン
- 和田信也（真奈美の夫・ワダシンコーポレーション 社長） - 戸井勝海
- 田村夕子（孝雄の妻・南平台中央病院に認知症と内臓疾患で入院） - 荒井眞理子
- 篠田治夫（産廃処理会社「篠田興業」社長） - 下総源太朗
- 福地（「ワダシンコーポレーション 設立10周年記念パーティー」出席者） - 市山貴章
- 小島睦美（小島と敦子の娘・さざんか保育園 園児） - 井上風宇子
- 田村雄一（孝雄と夕子の息子・居酒屋「たむら」二代目店主・1か月前に自殺） - 尾崎右宗
- 淵（警視庁捜査一課 刑事・中村の部下） - イワゴウサトシ
- 島田（茨城県警 刑事・加納の同僚） - 石川裕太
- 及川弓絵（南平台中央病院 看護師） - 青柳糸
- アキ（篠田の愛人） - 平塚千瑛
- 井岡（殺人現場の警官） - 澁谷拓人
- 鶴田（さざんか保育園で小島を見かけた警官） - 飯野泰功
- 向井（ホテルフロント係） - 三倉翔
- 加納達也（茨城県警 巡査部長） - 中本賢
- 信号待ちをしていた沢村舞子の目の前で倒れた老女 - 木村香代子
- 金子（金子洋平の娘・小学生） - 高松咲希
- 所轄刑事 - 髙坂和弘
- さざんか保育園 保育士 - 槌井加奈留
- 棚瀬（スーパー店員・瑠璃子からクレームを受ける） - 足立麻由美
- カフェ店員（瑠璃子からクレームを受ける） - 都留綾乃
- さざんか保育園 園児 - 古川凛、山崎莉里那
- 中村仁（警視庁捜査一課 刑事） - 瀬川亮
- 田村孝雄（クローバー警備保障 警備員） - 鶴田忍

第8作「傷痕」（2017年）
- 戸田芳恵（伊崎の元妻・クリーニング「マルモ」店員） - 有森也実
- 貝塚昌治（自動車整備工場「斉藤モータース」工場長） - 芦川誠
- 片平忠（警視庁捜査一課強行犯係 管理官・警視） - 長谷川公彦
- 速水（警視庁捜査一課強行犯係八班） - 神農直隆
- 戸田美玲（伊崎と芳恵の娘・高校生） - 矢野優花（幼少期：石田凛音）
- 友近雄二（現金強盗犯・美玲の恋人） - 七瀬公
- 津崎麻友（美玲の友人・高校生） - 工藤あかり
- 田村翔平（現金強盗犯） - 宮城大樹
- 黒岩豊（1億円強奪された被害者） - 剛州
- 岡谷義男（斉藤モータースに嫌がらせしていた男） - ノモガクジ
- 遠山公男（ファミレス店長・昨夜 赤いスポーツカーにひき逃げされる） - 紺野ふくた
- 山崎（1億円強奪現場の警察官） - 古荘智宣
- 弓長（多摩川南消防署 署員） - 藤原智之
- 川上（コンビニ店員） - 生田拓馬
- 鬼塚耕助（警視庁捜査一課強行犯係八班 巡査部長・金子洋平の知り合い） - 山崎銀之丞
- 光田隆司の母 - 勝倉けい子
- 里田（東亜新聞 編集長・土居健作の後輩上司） - 中野剛
- 脇田（スマホで美玲のスカートの中を盗撮した男） - 阿部ぽてと
- 香川（クリーニング「マルモ」店長） - 一本気伸吾
- 添田（若村の顧問弁護士） - わかばかなめ
- 島岡拓也（元金融会社社員・2007年10月 伊崎に鉄パイプで殴打され死亡） - 三浦義人
- 福原（多摩川西警察署 刑事） - 早乙女猛雄
- 若村優弥（ファッションデザイナー・「ユーヤ・ワカムラ」代表） - 土屋佑壱
- 伊崎健吾（斉藤モータース 見習い・10年前の2007年10月 殺人事件を起こして関東刑務所に服役） - 大浦龍宇一
- 橋本節子（大日生命世田谷支社 等々力営業部 外交員） - 大島蓉子
- 斉藤治郎（斉藤モータース 社長・前科者を従業員として雇っている） - 螢雪次朗

第9作「硝子（ガラス）の絆」（2018年）
- 今里恒也（今里金属工業 社長・明日香の父） - 益岡徹
- 今里明日香（ひまわり保育園 保母・クラブ「スワン」キャバ嬢 ありさ） - 逢沢りな
- 安武信夫（渋谷南警察署地域課 巡査・優子の婚約者） - 青柳尊哉
- 小池瑞葉（鈴木の元同棲相手） - 片山萌美
- 浜名俊介（鈴木の後輩） - 崎本大海
- 鈴木光雄（キャバクラのスカウトマン） - 勝也
- 加世田巧（警視庁捜査一課強行犯係 巡査長） - 森岡豊
- 小池空（小池瑞葉の息子） - 五十嵐陽向
- 小池海（小池瑞葉の娘） - 稲垣来泉
- 時田優子（2年前 ひき逃げされ死亡） - 伊達侑華
- 真柴（喫茶店店長） - 赤松新
- 田嶋正治（和子の夫・車椅子の老人） - 鈴木本一郎
- 倉崎（ピザ屋の配達員） - 藤井健人
- 富田茂雄（富田康介の父・入院患者） - 安本健
- 橋田（工場経営者・今里金属工業 元従業員） - 滝裕二郎
- 国崎（歌舞伎町の風俗店店員） - みなもとらい
- ひったくり犯 - 永井裕久
- 若い衆（ヤクザ） - 小川慶永、諏訪間龍之介
- 田嶋和子（ひったくり被害者） - 関えつ子
- 富田美沙子（富田康介の母） - 上岡紘子
- 中邑（飛田鉄筋工業 社長・今里の知り合い） - 俵木藤汰
- 杉山（杉山興業 社長） - 平井真軌
- 森尾達彦（空と海の祖父） - 重松収
- 池田和志（警視庁捜査一課強行犯係 警部補） - 福本伸一
- 千代崎誠（警視庁捜査一課 管理官・警視） - 大河内浩
- 久保修一（レストラン「BANFF」オーナー・今里の高校の後輩） - 東根作寿英
- 時田秀美（優子の母親） - 朝加真由美

第10作「引鉄」（2019年）
- 木之元陽一（オリエンタルファンド 代表） - 吉田栄作
- 内藤真理恵（老人福祉施設「よりそいの森ケアセンター」職員） - 雛形あきこ
- 山尾雄二（ホームレス・通称「ヤマちゃん」） - 伊藤洋三郎
- 佐久間久代（廃品回収業者・佐久間の妻） - 松金よね子
- 佐久間六郎（廃品回収業者・通称「ノビの六郎」） - 小宮孝泰
- 高橋信夫（引きこもり青年） - 西井幸人（中学生：國分隆登）
- 竹下真治（個人タクシー運転手） - ぶっちゃあ
- 内藤孝作（トラック運転手・真理恵の夫） - 日向丈
- 高橋美奈子（信夫の母） - 古田耕子
- 隅田清彦（木之元の秘書） - 長谷川ティティ（中学生：高村和希）
- 香川菜穂（看護師・富田の恋人） - 柳生みゆ
- 鈴木翔子（今井の婚約者） - 岸明日香
- 今井徹（信夫の中学時代の同級生） - 渋谷圭亮（中学生：寺井大治）
- 伊東博司（真理恵の父） - 山田明郷
- 伊東郁美（真理恵の母） - 松井紀美江
- 柳瀬久美（柳瀬の妻） - 大草理乙子
- 井山（井山興産 社長） - 九十九一
- 松永（木之元の部下） - 阪田マサノブ
- 立川（ホームレス） - 仁科貴
- 三鷹（ひき逃げ自転車運転者） - 永井裕久
- 日野（ホテル美富士園 従業員） - 田窪一世
- 八田（警察官） - 佐藤銀平
- 瀬川（警察官） - 土方鉄
- 戸沢（巡査長） - 岡野一平
- 内藤麗奈（孝作と真理恵の娘） - 佐藤風和
- 福留（誘拐犯） - 佐藤正浩
- オリエンタルファンド 社員 - 藤山由依
- 通行人 - すわいつ郎
- 婦警 - 吉川依吹
- 居酒屋「料理調理」店主 - 渡荘太
- 白丹（運転手） - 白仁裕介
- 記者 - 中村ひろみ、別紙慶一、原尚治
- 駒場記念病院 看護師 - 富樫ありさ
- 新郎の友人 - 永嶋玲
- 港大輔（警視庁捜査一課 刑事） - 龍坐
- 荒川幸雄（警視庁捜査一課 刑事） - 斉藤陽一郎
- 足立吾郎（警視庁捜査一課 刑事） - 濱田和幸
- 宮下明人（山梨県警河口湖西警察署 署員） - 水島涼太
- 内藤悦子（孝作の母） - 長谷直美
- 丸岡誠二（警視庁捜査一課 管理官） - 佐戸井けん太
- 柳瀬文雄（山梨県警河口湖西警察署日ノ出駐在所 巡査長） - 小倉一郎
- 頼近旬（警察庁刑事室長） - 徳重聡

## 劇中に登場する装備

### 車両
車両については番組枠に特定スポンサーが無い関係上、実際に機捜で使用されている車両の同型車を中心に作品ごとに様々なメーカーの車両が登場するが、エンブレムやメーカー名・愛称名のバッジは架空の物に替えられている。ナンバープレートは車両に本来交付されているものがそのまま登場するため、平仮名表記がレンタカーを示す「わ」であったり目黒区内の登録車両に対して交付される品川ナンバーではないこともある。
1作目
- 日産・ティアナ（初代）

機捜216号は前期型ホワイトパール、217号は後期型シルバー。
両車とも流線型のマグネット式警光灯と、助手席側サンバイザーに「フラットビーム」を装備。リアウィンドウにはTVアンテナに偽装した通信用アンテナを装着。実際の覆面車と同様になっている。
2作目
- 日産・スカイライン（V36）後期型370GTタイプS

機捜216号。クリスタルパールホワイト。
- マツダ・アテンザ（GH系・二代目）

機捜217号。グレー。
両車ともTAアンテナ装備。
3作目
- 日産スカイライン（V36）中期型370GTタイプS

機捜216号。クリスタルパールホワイト。
TAアンテナ装備。
- スバル・レガシィB4（BL系）

機捜217号。ブラック。
TAアンテナとTLアンテナ装備。
4作目
- 日産・スカイライン（V36）後期型370GTタイプS

機捜216号。クリスタルパールホワイト。TAアンテナ装備。
- スバルレガシィB4（BL系）

機捜217号。ブラック。前作と同じ車両。
5作目、6作目
- 日産・スカイライン（V37）350GTハイブリッド

機捜216号。クリスタルホワイトパール。TAアンテナ装備。
- スバルレガシィB4（BL系）

機捜217号。ブラック。前作と同じ車両。
7作目
- トヨタ・マークX（X130）後期型250G

機捜216号。色はシルバーメタリック。
- 日産・ティアナ（L33）XE

機捜217号。色はダイヤモンドブラックパール。
両車ともTAアンテナ、フラットビーム装備。
8・9作目
- 日産・スカイライン（V37）350GTハイブリッド

機捜216号。色はブリリアントホワイトパール。
- マツダ・アクセラセダン（BM系）

機捜217号。色はグレー。
両車ともTAアンテナ、フラットビーム装備。
10作目
- 日産・スカイライン（V37）350GTハイブリッド

機捜216号。色はブリリアントホワイトパール。
- トヨタ・アリオン（T260）A18

機捜217号。色はシルバーメタリック。
両車ともTAアンテナ、フラットビーム装備。

### 銃器
- SIG SAUER P230JP

二機捜の捜査員が携帯している自動拳銃。装弾数は8+1発の32ACP弾仕様であるが、本作では5発装弾している。実際にM37やM360と同じく5発しか装填しないこともある。

### 徽章
全て実在の物の再現。
- 機動捜査隊用腕章

臙脂地に黄色い文字で「警視庁 二機捜」と書かれた腕章。沢村は警部補なので、上部に一本線が入っている。
- 捜査一課用腕章

西山や門野が使用する腕章。色合いは上記と同じで「捜一」と書かれている。
- 捜査一課用襟章

同じく西山ら捜査一課が使用。沢村の捜査一課時代の回顧場面でも見られる。形状は円形で、臙脂地に金色文字で「S1S mpd」と書かれている。

## 用語
※ストーリー内にたびたび登場する施設・会社・組織・部署などを記す。
第二機動捜査隊 目黒分駐所
事務所は「警視庁目黒中央警察署」内に設置。
第一班（沢村班）は主任の沢村以下4名が勤務。沢村班の勤務日には重大事案が多発する「当たり」の日が多く、また捜査本部よりも先に被疑者を確保することも多い。

## 話題
第10作「引鉄」のラストでモト冬樹演じる矢島所長が「元号も平成から"令和"に変わることだし・・・。」というシーンがあった。
放送が新元号の発表日当日だったこともあり、Twitterやネット書き込みでは「どうやって知ったんだ？」や「このシーンだけ今日撮ったのか？」
など話題になった。このシーンは発表当日に急遽アフレコを行い、矢島所長役のモト冬樹が背を向けたところに音声を合成した。
ちなみにモト冬樹は自身のブログで「数あるドラマの中で俺が最初に令和を口にすることができましたやったー！」と喜びをコメントしている。

## スタッフ
- 脚本 - 安井国穂、西澤悟（第4作）、村川康敏（第5作・第6作・第8作）
- 監督 - 児玉宜久
- 技斗 - 深作覚
- カースタント - ウェルムーブ
- 技術協力 - 映広、アップサイド（第3作）
- 美術協力 - 京映アーツ
- 編成担当 - 藤原麻知（第1作 - 第3作）、高橋正尚（第1作）、岸田大輔（第3作）、吉本香苗（第4作）、辻有一（第6作 - 第8作）、中島啓介（第9作 - ）
- プロデューサー - 内堀雄三（第1作 - 第6作）、元信克則（第1作 - ）、岡本慶章（第7作 - ）
- 製作 - ユニオン映画、TBS

## エピソードリスト
| 話数 | エピソードタイトル | 初回放送日     | 脚本              | 監督     | 視聴率 |
| --- | ------------------ | -------------- | ----------------- | -------- | ------ |
| I | 長い夜             | 2010年7月19日  | 安井国穂          | 児玉宜久 | 11.8%  |
| ある当番における、午前9時から翌午前9時までの出来事を描いている。二件の殺人事件と二件の恐喝事件について、沢村らが初動捜査や被疑者の捜索を行っていく。 とある日。沢村ら第二機動捜査隊目黒分駐所の捜査員は、前日の当番班から勤務を引き継ごうとしていた。分駐所では、娘ができちゃった結婚することが気に入らない金子が、携帯に電話をかけてきた妻とその事で揉めている。富田は父親が認知症を患っており、沢村もそれを気遣っていた。佐藤は、娘の結婚のことから序列や秩序に過敏になっている金子にどやされる。前日の当番班からは、目黒区内で相次ぐ原付に乗った二人組による、高齢者の女性を狙ったひったくり事案に関して申し送りがあった。沢村らは目黒通りを重点的に警戒することにした。 午後3時。ひったくり被害の110番通報が入る。機捜217が臨場し初動捜査を開始すると、申し送りのあった二人組みと目されることが分かった。一方、機捜216は現場へ向かう途中、自由通りで被疑者を発見し追尾を始める。被疑者は自由通りから駒沢通りに入り逃走したものの、さらに入った路地の先を機捜217が塞いだため、原付を放棄して徒歩で逃走。逃げこんだ公園内で現行犯逮捕された。 午後5時過ぎ。渋谷では様々な人々の運命が交わろうとしていた。一流証券会社であるクローバー證券ディーリング部に所属する竹内貴美子は、コインロッカーから衣服を取り出しトイレで着替え始めた。彼女は一流企業に勤務しているものの、なぜか渋谷で売春を行っているのだ。早速客を見つけた貴美子は、男とホテルへ向かおうとする。竹内の上司である鈴木は、援助交際をしている朝井リエという家出少女とビルの屋上にいた。そして行き交う人々を睥睨しながら「虫みたいだ」と呟いた。山梨県南富士市教育委員会に勤務する遠藤真一は、ATMから50万円を降ろしていた。何かに怯えたように。 午後6時11分。渋谷のラブホテル「シーラブ」で客室係の仕事をする渡辺信代は、いつも通り仕事をこなしていた。フロントから「311号室の男性の客だけ出て、女性が出てこない。呼び出しにも応じない」との連絡を受けて部屋に立ち入ると、そこには女の死体があった。 6時17分、ホテルの客室内で変死体発見との110番入電があり、警視庁の指令に基づき機捜216と217は現場へ向かう。覆面パトカーを降りて規制線の中へ入ろうとすると、そこには東亜新聞の土居が機捜より先についていた。事件の概要について尋ねる土居をあしらって客室内へ入り、死体を確認し始める沢村と金子。死体の首には索溝と吉川線の外部所見が見受けられることから、絞殺されたことは明らかだった。死亡していたのは竹内貴美子だった。第一発見者である渡辺に事情を聞くと、竹内が売春婦で、度々ホテルを利用していたことを話す。防犯カメラには貴美子が男と入ってくる様子が映っていたものの、チェック柄の帽子だけが映っており、顔は確認できなかった。その後、沢村らは現場付近で遺留品の捜索を始める。沢村は近くのゴミ箱で、防犯カメラに映っていた帽子を発見する。一方で富田と佐藤は、現場付近で不審者を発見し職質しようとしたが、男は逃走をし始める。追尾して身柄を確保すると、男は多額の現金を所持していた。男は遠藤だった。直後に捜査一課の西山らが現れ、遠藤の身柄を引きとっていく。この事件の捜査本部は渋谷中央警察署に設置され、本格的に捜査が始まった。 この事件は人々の思惑が交差する「長い夜」の始まりとなった。 |                    |                |                   |          |        |
| II | 危険な女たち       | 2011年10月31日 | 安井国穂          | 児玉宜久 | 14.5%  |
| |                    |                |                   |          |        |
| III | 命の値段           | 2012年12月24日 | 安井国穂          | 児玉宜久 | 9.1%   |
| |                    |                |                   |          |        |
| IV | 孤独の叫び         | 2014年9月8日   | 安井国穂 西澤悟   | 児玉宜久 |        |
| |                    |                |                   |          |        |
| V | まだ見ぬ夜明け     | 2015年12月21日 | 安井国穂 村川康敏 | 児玉宜久 | 8.7%   |
| |                    |                |                   |          |        |
| VI | 絶てない鎖         | 2016年9月12日  | 安井国穂 村川康敏 | 児玉宜久 | 9.0%   |
| |                    |                |                   |          |        |
| VII | 悪意の果て         | 2017年6月5日   | 安井国穂          | 児玉宜久 | 9.7%   |
| |                    |                |                   |          |        |
| VIII | 傷痕               | 2017年9月4日   | 安井国穂 村川康敏 | 児玉宜久 | 9.4%   |
| |                    |                |                   |          |        |
| IX | 硝子（ガラス）の絆 | 2018年6月18日  | 安井国穂          | 児玉宜久 | 10.2％ |
| |                    |                |                   |          |        |
| X | 引鉄               | 2019年4月1日   | 安井国穂          | 児玉宜久 | 8.8%   |
| |                    |                |                   |          |        |

- 視聴率はビデオリサーチ調べ、関東地区・世帯・リアルタイム。
- 第10作は20時 - 23時7分に「ドラマ特別企画」として放送。